# Erich Zakowski

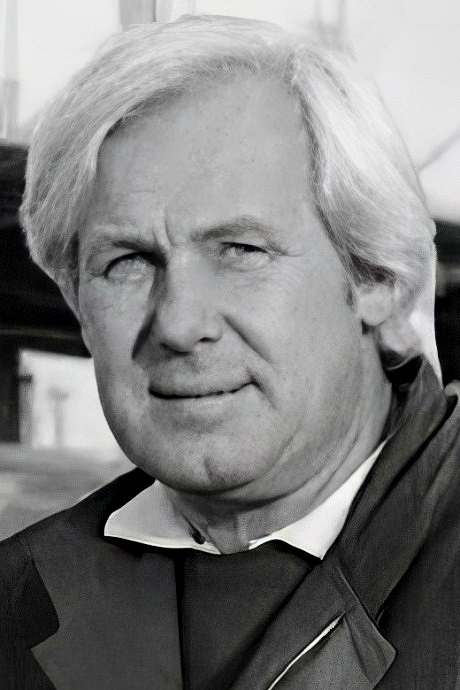
Erich Zakowski (1983)

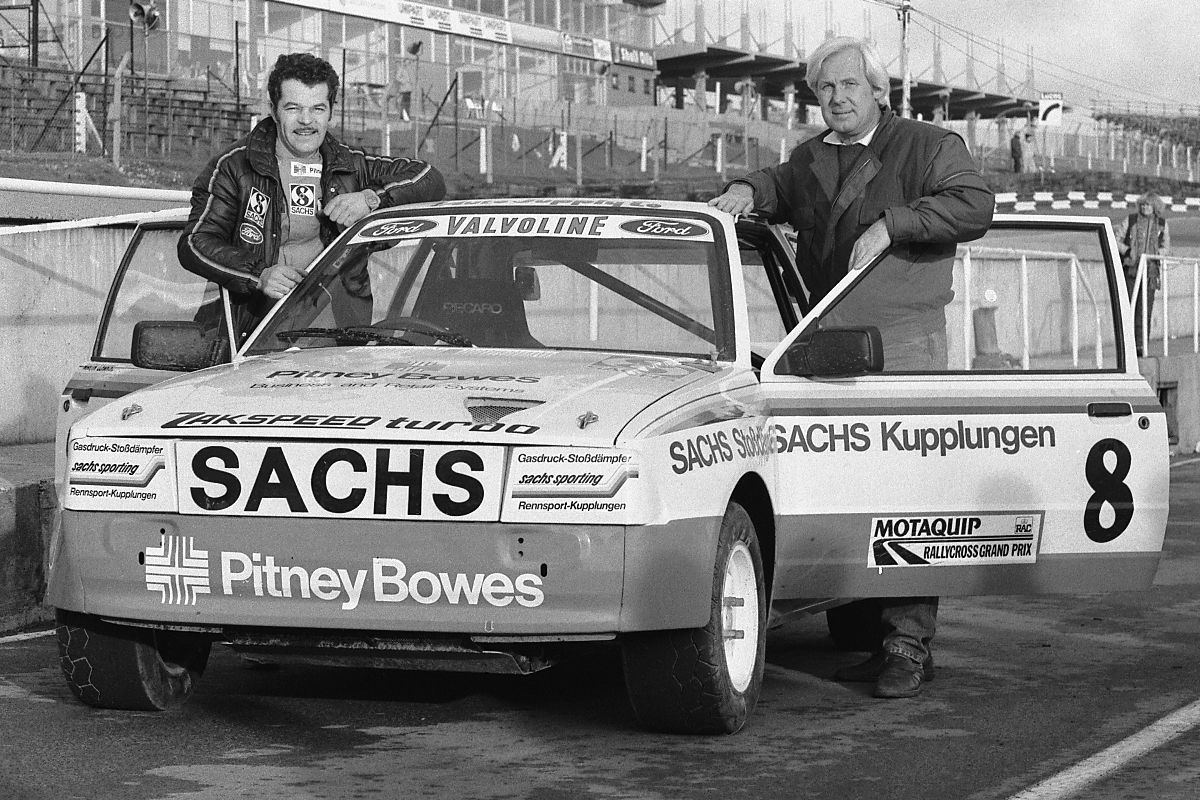
Erich Zakowski (rechts) und Martin Schanche beim British Rallycross GP 1983 in Brands Hatch

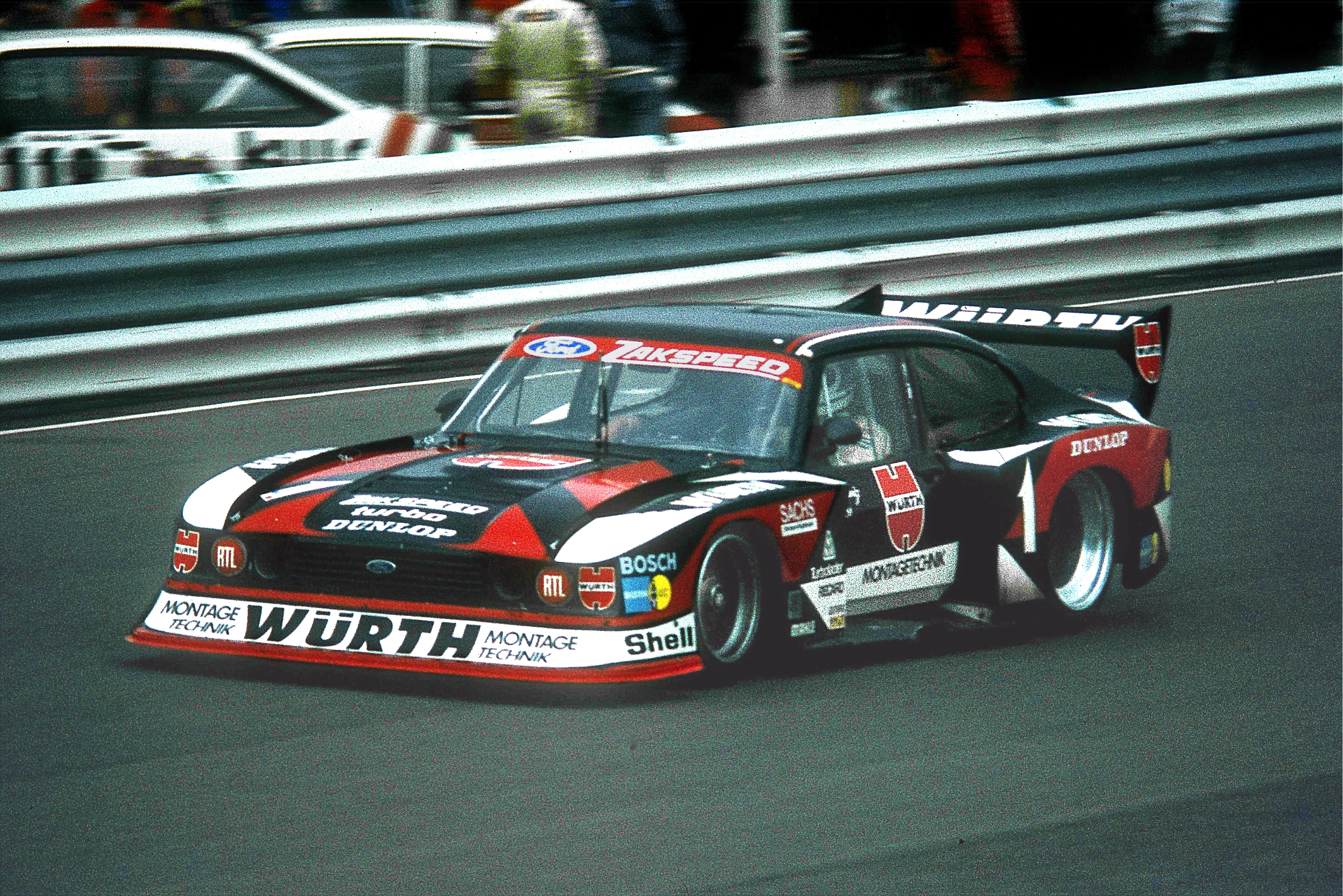
Einer der unter Zakowski eingesetzten Sportwagen (Ford Capri Turbo mit Jochen Mass 1980)

Erich Zakowski (* 25. November 1933 in Allenstein (Ostpreußen); † 1. November 2023 in Balkhausen) war der Gründer und langjährige Leiter des nach ihm benannten Rennteams Zakspeed.

## Leben und Karriere
Im Kriegswinter 1945 flüchtete seine Mutter mit Zakowski und vier Geschwistern aus Ostpreußen per Schiff zunächst nach Lübeck und zog in der Nachkriegszeit aus dem dortigen Auffanglager weiter nach Hamburg und Dortmund, bevor sich die Familie in Niederzissen, dem heutigen Hauptsitz der Verbandsgemeinde Brohltal, niederließ. In Andernach absolvierte Zakowski eine Ausbildung zum Kfz-Mechaniker. Nach bestandener Meisterprüfung gründete er in Niederzissen eine eigene Kfz-Werkstatt. Daraus entstand 1968 der Rennsportbetrieb Zakspeed. Im selben Jahr startete unter dem Namen „Zakowski-Tuning Niederzissen“ erstmals ein Ford Escort des Rennstalls beim Eifelrennen auf dem Nürburgring.
In den 1970er- und 1980er-Jahren etablierte sich Zakspeed unter der Leitung von Zakowski als feste Rennsportgröße neben den Werksteams in verschiedenen Rennserien, besonders bei den Sportwagen. Ab 1985 trat das Team zudem in der Formel 1 an, beendete das Engagement aber nach fünf Jahren, nachdem der Hauptsponsor West seine Unterstützung eingestellt hatte. Zugleich schied Zakowski 1990 aus der aktiven Führung des Teams aus und übergab diese seinem Sohn Peter.
Erich Zakowski verstarb am 1. November 2023 in Balkhausen im Alter von 89 Jahren, drei Wochen vor seinem 90. Geburtstag.